# Constant Cloquet
Constant Cloquet (Nivelles, maggio 1885 – ...) è stato uno schermidore belga, vincitore di una medaglia di bronzo nella scherma ai giochi intermedi di Atene del 1906 (non riconosciuti dal CIO).